# Le Pin, Tarn-et-Garonne
Le Pin är en kommun i departementet Tarn-et-Garonne i regionen Occitanien i södra Frankrike. Kommunen ligger i kantonen Auvillar som tillhör arrondissementet Castelsarrasin. År 2022 hade Le Pin 115 invånare.

## Befolkningsutveckling
Antalet invånare i kommunen Le Pin
| Referens: INSEE |